# Canyon des Écouges
Tunnel des Écouges
Le canyon des Écouges est une gorge située dans le département français de l'Isère, dans la partie occidentale du massif du Vercors.
Ce site naturel, en grande partie classé en ZNIEFF, est partagé entre les communes de Saint-Gervais et de Rovon. Il succède au site de la chartreuse des Écouges, située en amont au niveau d'un plateau. Il comprend également un tunnel d'un peu moins de 500 mètres dénommé tunnel des Écouges, en réaménagement durant les années 2021 et 2022.

## Géographie

### Géologie et topographie

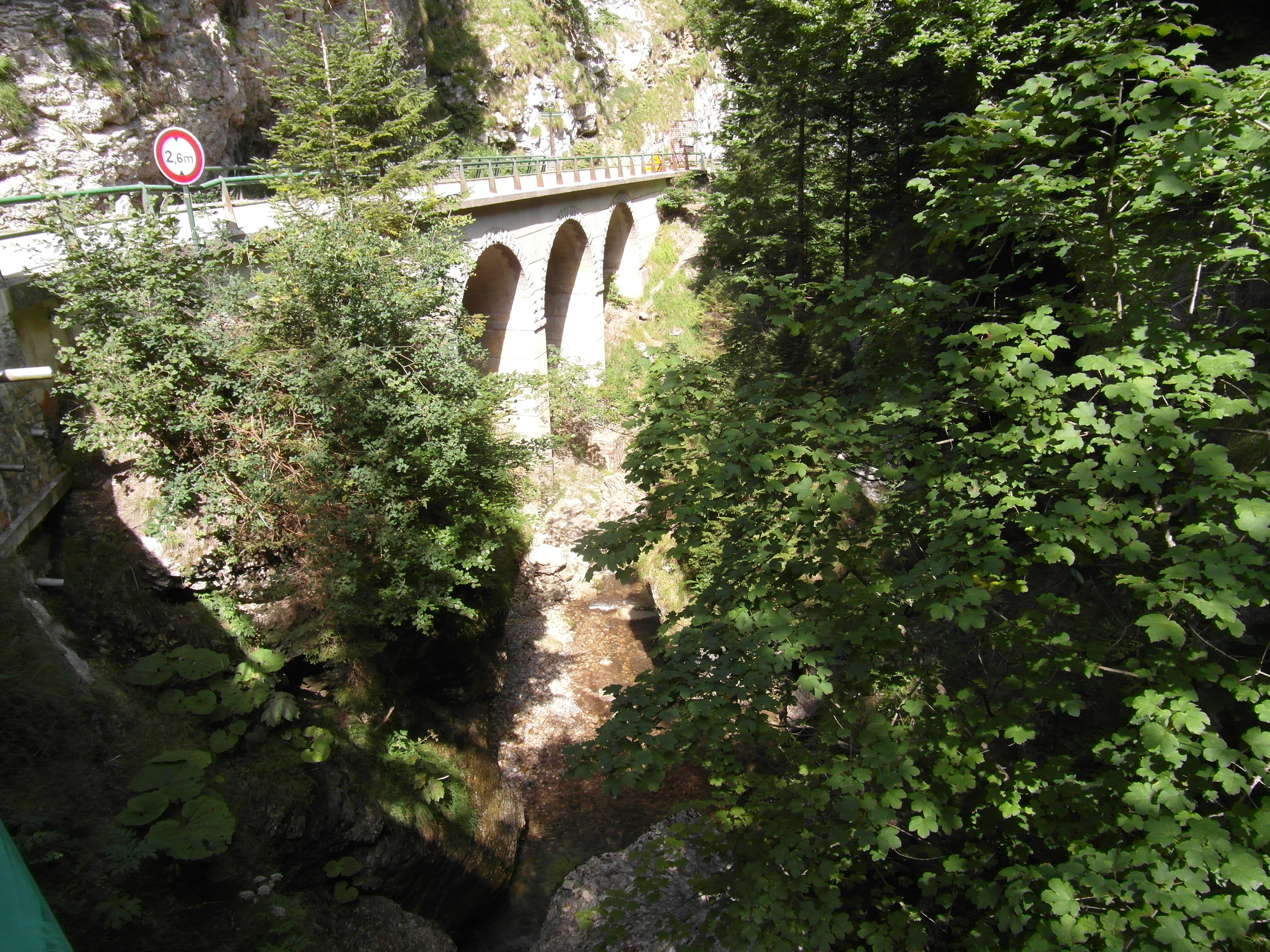
Route du canyon des Écouges depuis l'ancienne chartreuse

Le canyon des Écouges, dans sa partie supérieure, a été façonné dans le calcaire urgonien du massif du Vercors. Il se présente, particulièrement dans sa partie haute, comme une brèche aux parois très resserrées.
La combe des Écouges, située sur le plateau, est suspendue au-dessus de la vallée de l'Isère. Elle en est séparée par le crêt urgonien des rochers de Paillet. Vers le sud, ce crêt se prolonge jusqu'au canyon des Écouges, qui le tranche net, puis se raccorde à la dalle urgonienne du flanc oriental de l'anticlinal des Coulmes.
Le dénivelé total, en tenant l'ensemble des cascades entre la falaise et l'entrée dans la vallée du Grésivaudan est estimé à 440 mètres.

### Hydrographie
Cette gorge très resserrée est creusée par le torrent de la Drevenne au débouché de la falaise du Vercors. Il se présente principalement par une succession de cascades de hauteurs différentes. La principale d'entre-elles présente un dénivelé de 65 mètres et peut s'observer depuis la route qui monte vers le tunnel des Écouges.

### Accès
La route départementale 35 (RD 35) est la seule route carrossable qui permet de rejoindre le secteur des gorges qu'il contourne, à partir des communes de Saint-Gervais, par le nord-ouest, et de Rencurel, depuis le col de Romeyère par le sud. Le site n'est desservi par aucune ligne de transport en commun au niveau local ou départemental. La gare ferroviaire la plus proche est celle de Vinay, située à environ quinze kilomètres. Ce site naturel est situé à proximité de la chartreuse Notre-Dame des Écouges.
Le tunnel des Écouges mesure 491 mètres de longueur. Il comprend une chaussée bidirectionnelle à une voie (deux espaces de stationnement sont aménagés à l'intérieur afin de permettre les croisements). Avant les travaux, ce tunnel ne disposait d’aucun équipement électrique et les usagers qui l’empruntent, en particulier les cycles, se retrouvaient plongés dans le noir complet. En 2021, des travaux ont été engagés afin de procéder aux raccordement électrique du tunnel. La sécurisation du tunnel devrait être terminée avant la fin de l'année 2022.

## Histoire
Confié à l’entreprise local Serratrice (entreprise de Rencurel à laquelle on doit plusieurs des routes du vertige dans le Vercors et le tunnel du col de Rousset), le chantier de la route qui permet d'accéder à ces gorges fut achevé en 1883.
En raison de nombreuses chutes de pierres sur la voie descendante, très exposée par endroits, un tunnel a été creusé au sommet de cette route.
En 1954, lors de l'étape Lyon-Grenoble, les coureurs du Tour de France longent le canyon des Écouges pour la première fois afin de pouvoir rejoindre le col de Romeyère et l'agglomération grenobloise, étape finalement gagnée par le Français Lucien Lazarides.

## Activités

### Canyonisme
La pratique du canyonisme est autorisée dans le torrent de la Drevenne par arrêté préfectoral du 1er mai au 15 septembre. Son parcours décomposé en deux parties distinctes fait de cette descente une des plus renommées de France. La partie haute est un enchainement ininterrompu de rappels alors que la partie basse est plus ludique. Il est possible de descendre cette gorge au travers d'une pratique accompagnée qui est proposé par de nombreuses sites et clubs spécialisés ainsi que de nombreux guides touristiques nationaux et internationaux,.

### Protection environnementale
La vallée de la Drevenne, dans la partie supérieure du canyon, est classée espace naturel sensible. Ce secteur appartient depuis le 29 novembre 2002 au Conseil départemental de l'Isère.
La zone naturelle d'intérêt écologique, faunistique et floristique (ZNIEFF) des « Falaises du canyon des Écouges » héberge de nombreux rapaces forestiers et rupestres, dont le faucon pèlerin et le tichodrome échelette.